# Herstmonceux

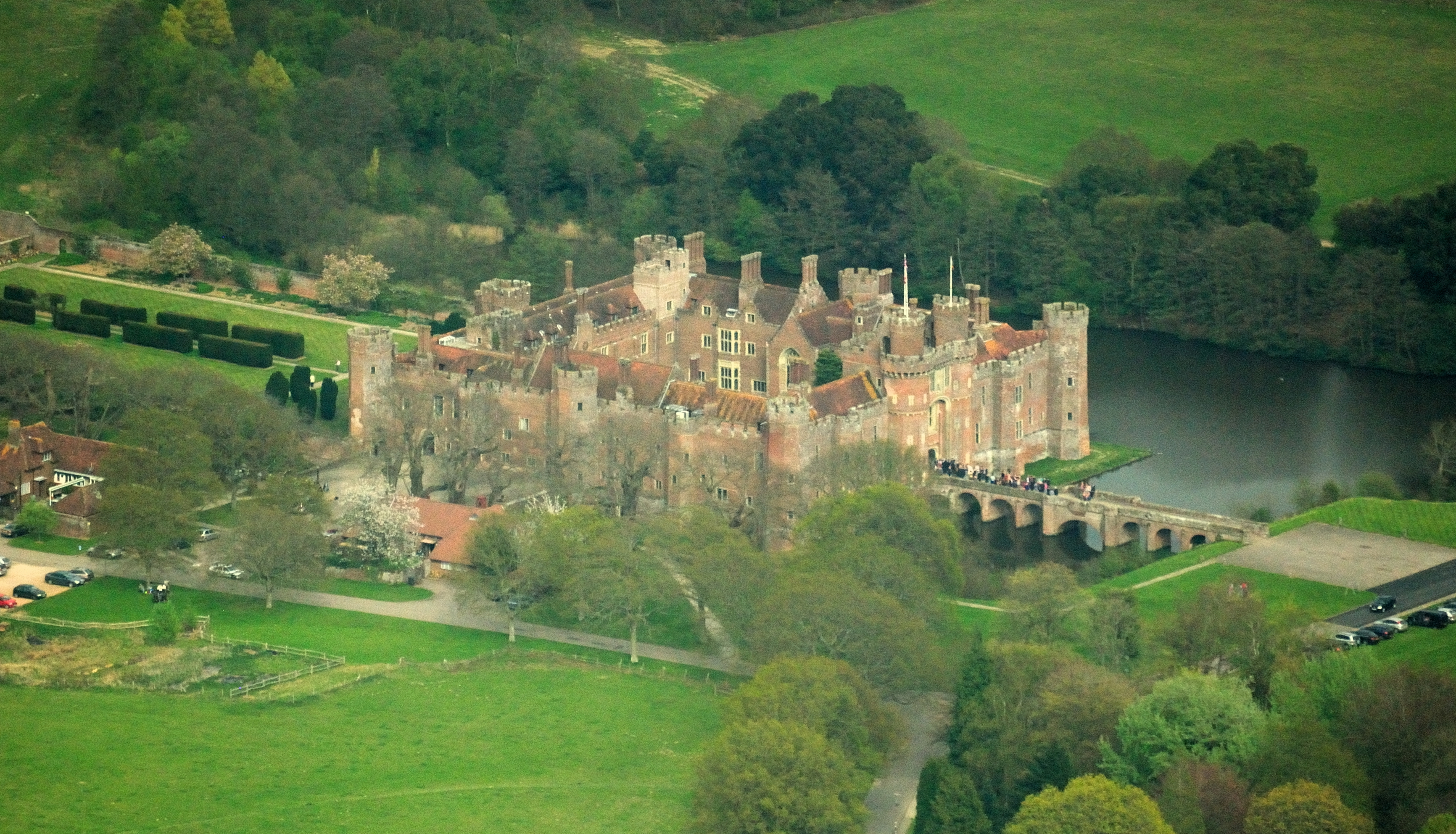
Het kasteel van Herstmonceux

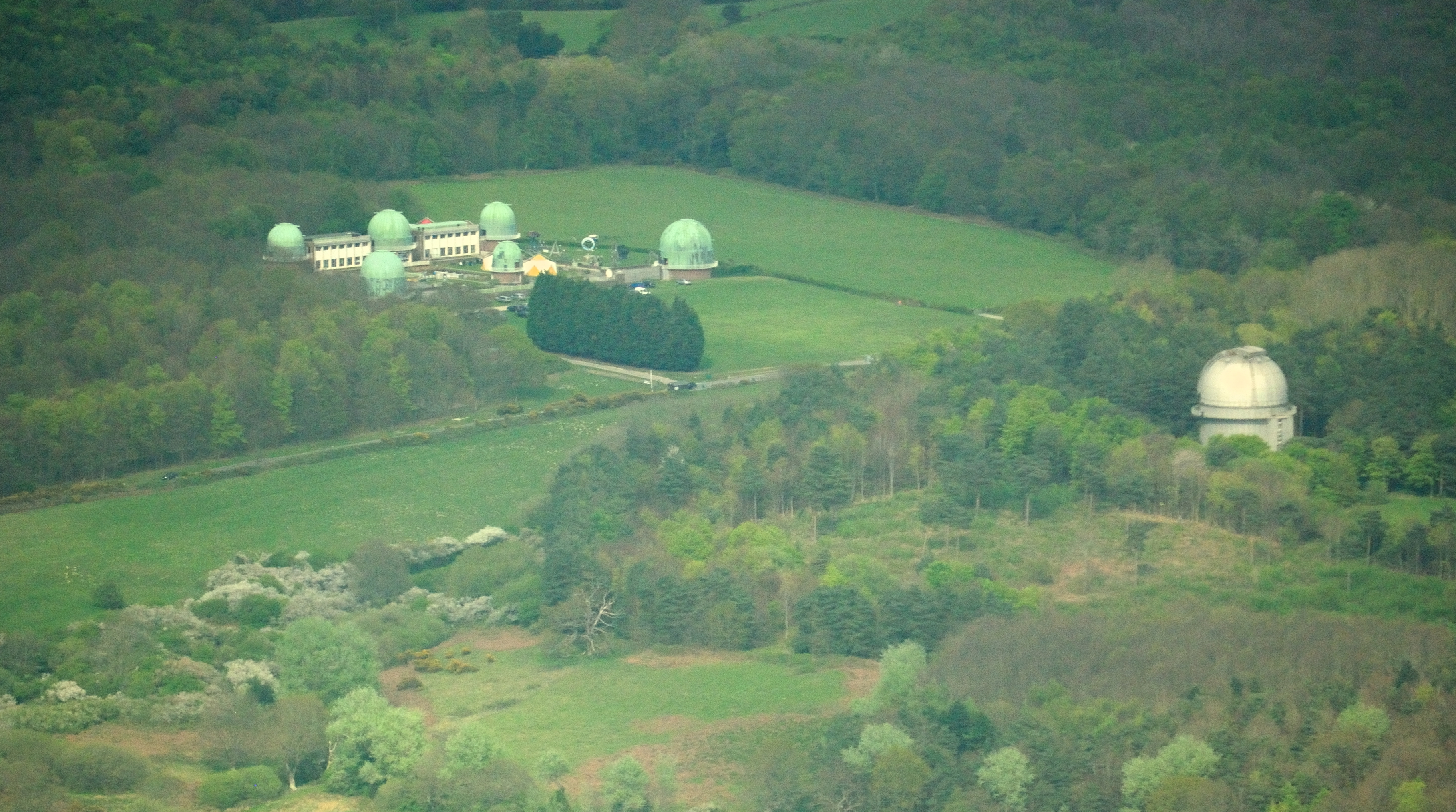
Sterrenwacht van Herstmonceux

Herstmonceux is een civil parish in het bestuurlijke gebied Wealden, in het Engelse graafschap East Sussex met 2613 inwoners. Het bakstenen kasteel van Herstmonceux dateert uit 1441. Op het kasteeldomein bevindt zich ook een sterrenwacht. Van 1948 tot 1990 zetelde daar het Koninklijk Observatorium van Greenwich; thans (2011) is het een centrum voor wetenschapspopularisering.
In Herstmonceux staat de standerdmolen Hill Mill.
Aan de noordwestrand van Herstmonceux bevindt zich een weerstation van de Met Office waar weerballonnen worden opgelaten vanaf een automatisch oplaatstation.